# Enges
Enges (toponimo francese) è un comune svizzero di 270 abitanti del Canton Neuchâtel.

## Monumenti e luoghi d'interesse
- Cappella ecumenica di Nostra Signora, eretta nel 1678 e ricostruita dopo il 1856[3].

## Società

### Evoluzione demografica
L'evoluzione demografica è riportata nella seguente tabella:
Abitanti censiti

## Economia
Enges è una località prevalentemente residenziale.